# Mietvilla Richard Fischer
Die Mietvilla Richard Fischer liegt in der Ursprungsgemarkung der sächsischen Stadt Radebeul, in der Einsteinstraße 28 an der Ecke zur Lessingstraße.

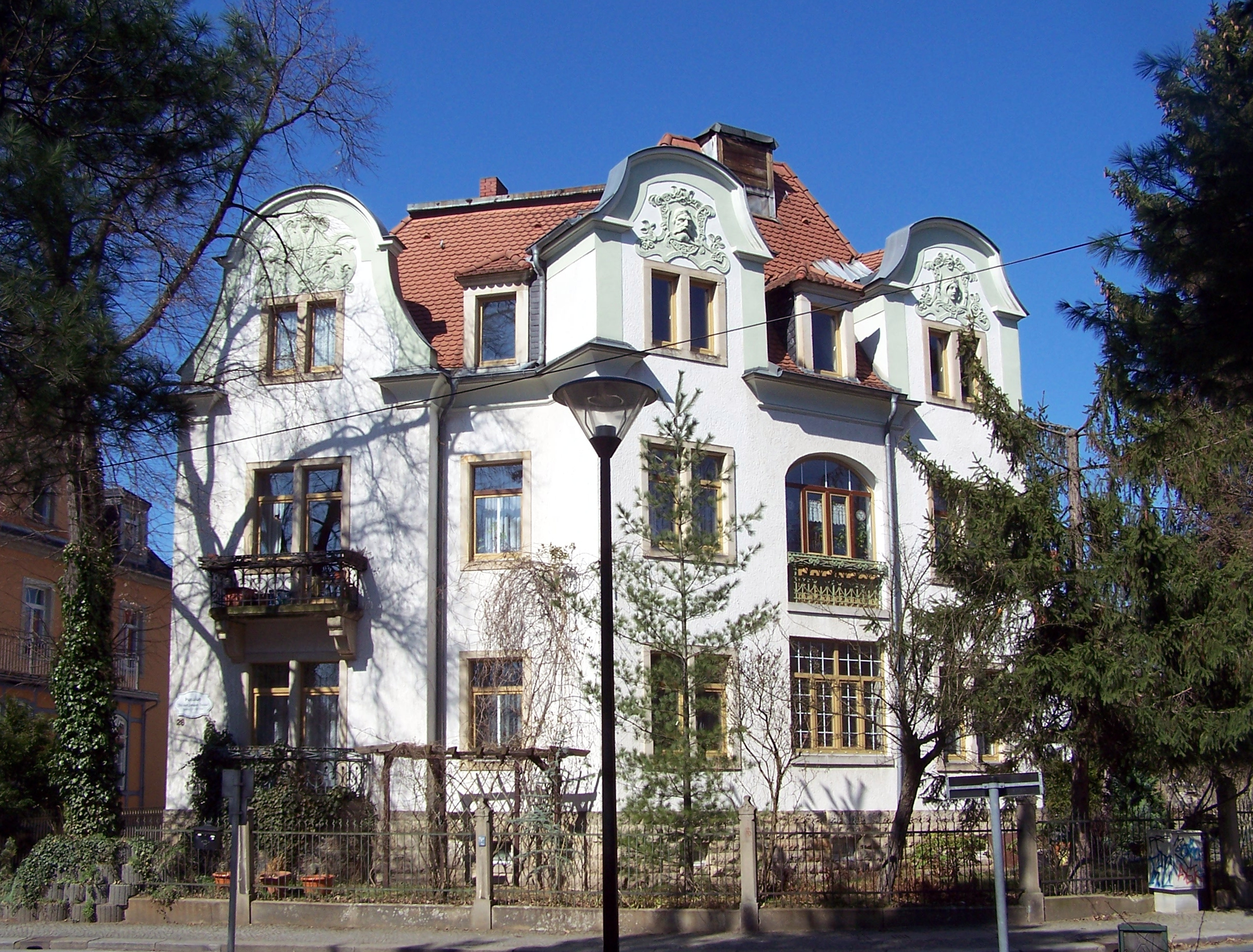
Mietvilla Richard Fischer, Sicht von der Einsteinstraße

## Beschreibung
Die zweigeschossige Mietvilla steht mitsamt Einfriedung unter Denkmalschutz. Das auf einen Sandsteinsockel errichtete Wohnhaus hat ein stark ausgebautes Dachgeschoss, weswegen es auch als freistehendes Mietshaus angesprochen wird. Die Fassaden sind neobarock stilisiert, dazu kommen jugendstilige Stuckornamente an den vier geschweiften Giebeln. Auf den beiden mittleren Giebeln befinden sich maskenartige Gesichter: Links ein bärtiger Mann und rechts ein junges Mädchen.
Durch die Lage auf einem Eckgrundstück ergeben sich drei „differenziert gebildete, leicht asymmetrische Ansichten“. Die verbrochene Eckansicht wird durch einen breiten Risalit gebildet, in dem sich eine doppelstöckige Loggia befindet. Obenauf findet sich ein Dachreiter, der bis 1970 durch eine hohe Turmlaterne betont wurde. In der Ansicht zur Einsteinstraße findet sich ein Balkon, vor dem dortigen Erdgeschoss liegt eine Terrasse.
Die Einfriedung ist ein Lanzettzaun mit Betonpfosten.

## Geschichte

Partie a. d. König Friedrich August Park, Ansichtskarte um 1910. Darauf die Mietvilla mit der Turmlaterne.

Der Bauunternehmer Richard Fischer beantragte im März 1903 die Errichtung eines größeren Wohnhauses, dessen Pläne von dem Architekten Alfred Hoff stammten. Nach der Baugenehmigung im April des Jahres folgte eine Zwangsversteigerung im Oktober 1903. Die Baurevision des fertiggestellten Gebäudes erfolgte im Mai 1904. Weitere Eigentümerwechsel folgten bereits in den nächsten Jahren: 1905, 1907, 1910 und 1914 sowie im Jahr 1923.
Die hohe Turmlaterne auf dem Dachreiter in der Mitte wurde 1970 entfernt.